# Hemihyalea annario
Hemihyalea annario är en fjärilsart som beskrevs av Dyar 1914. Hemihyalea annario ingår i släktet Hemihyalea och familjen björnspinnare. Inga underarter finns listade i Catalogue of Life.